# Муза (источник вдохновения)

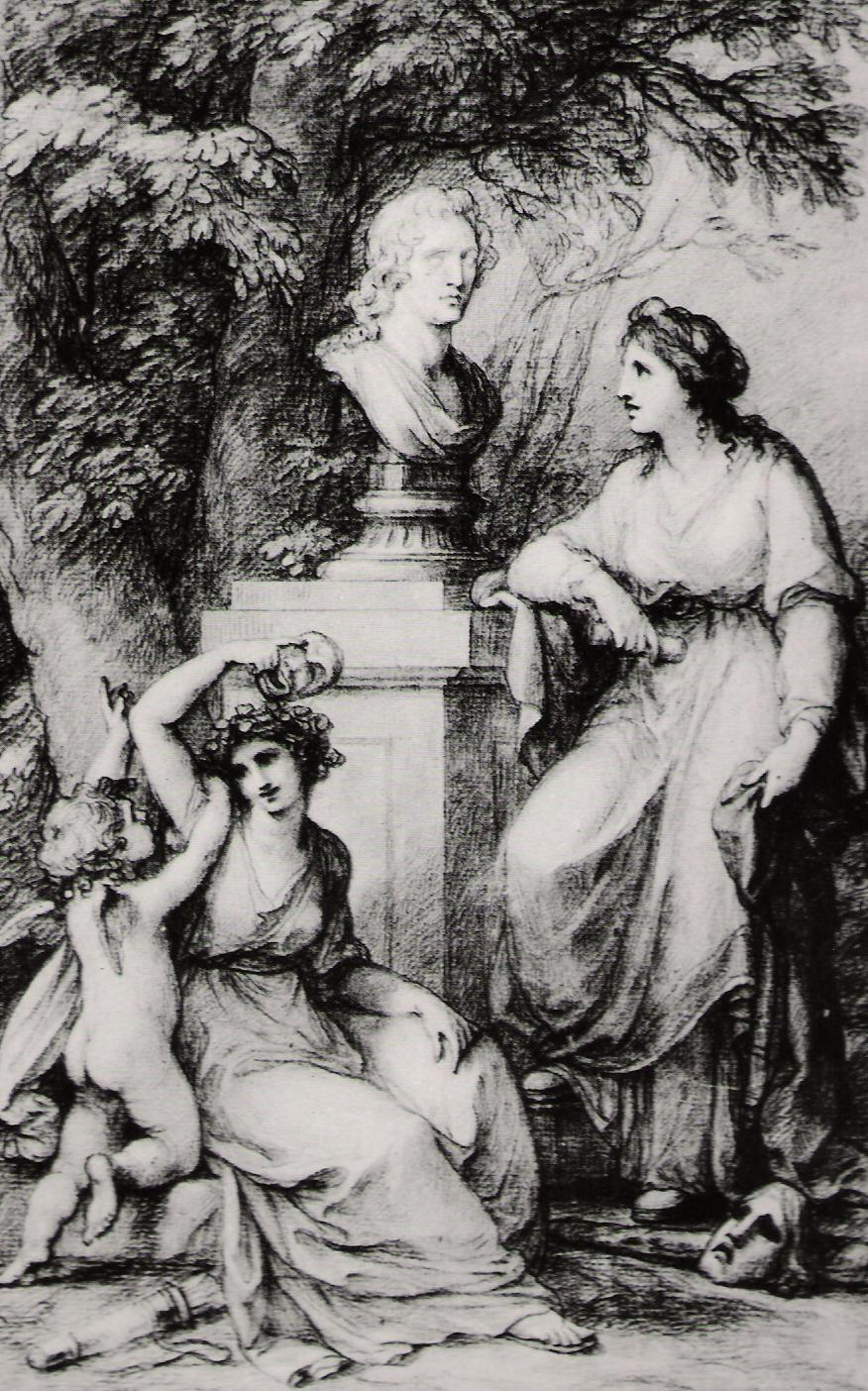
Ангелика Кауфман Музы Гёте (1788)

Муза (греч. Μούσα) — лицо, пробуждающее творческое вдохновение у деятелей искусств или наук. Как правило, это женщины, находящиеся в окружении поэта (художника, композитора и т. д.)

## История
Начиная с античных времён музы рассматривались как божественный источник вдохновения для поэтов — создателя талантливого художественного произведения называли удостоившимся поцелуя Музы. Согласно представлениям древних греков, выдающиеся идеи возникали не в результате мысленного процесса человека, но даровались свыше богами (или музами). Согласно греческой мифологии, музы — это нимфы источников, девять сестёр, дочери Зевса и богини памяти и воспоминаний Мнемозины. Музы являются спутницами бога-покровителя искусств Аполлона и обитают на вершине горы Геликон.
В Новое время музами называют конкретных людей, как правило, это женщины, подруги художников (поэтов), но иногда и мужчины. Они вдохновляют художника на творчество своей личностью, харизмой, аурой, дружеским отношением или эротичностью. В некоторых случаях влияние музы на поэта соединяет несколько из этих особенностей. Некоторые из этих муз и сами оставили заметный след в истории культуры: Шарлотта фон Штейн, Камилла Клодель, Дора Маар, Лу Саломе, Альма Малер-Верфель, Гала Дали, Жанна-Клод, Лиля Брик, Анита Палленберг, Аманда Лир, Йоко Оно.